# مجزرة 13 أكتوبر
وقعت مجزرة 13 أكتوبر في 13 أكتوبر 1990، خلال الفترة الأخيرة من الحرب الأهلية اللبنانية، عندما أعدم مئات من جنود الجيش اللبناني بعد ذهاب قائد الجيش آنذاك العماد ميشال عون من قصر بعبدا إلى السفارة الفرنسية على أساس التفاوض لوقف إطلاق النار انما الهراوي كان لديه شرط وهو دعوة كافة قطع الجيش وألويته وأفواجه إلى أخذ الأوامر العسكرية من العماد إميل لحود، حيث قام بعض العناصر والأفواج باستسلامهم للجيش السوري.

## الخلفية
بعد شهور من المناوشات، اقتحم الجيش السوري بدعم لوجستي من الميليشيات اللبنانية التي كانت آنذاك متحالفة مع دمشق (وهي أساسًا الحزب التقدمي الاشتراكي و‌حركة أمل و‌الحزب السوري القومي الاجتماعي) الرافضة للحكومة العسكرية في شرق بيروت، بقيادة العماد ميشال عون، الذي أعلن «حرب تحرير» ضد سوريا في وقت سابق من العام، وكان قد نجا لتوه من محاولة اغتيال غامضة في اليوم السابق. وكان مقر قوات عون في القصر الرئاسي في بعبدا ببيروت. وسرعان ما تم اجتياح المناطق العونية.
في حين كان من الواضح أن المواجهة الرئيسية كانت عسكرية، فقد تحول المهاجمون بعد ذلك في كثير من الحالات إلى النهب، وأعدم جنود الجيش السوري عشرات من جنود الجيش والمدنيين بإجراءات موجزه عندما رسخوا قبضتهم على العاصمة.
يمثل الهجوم على حكومة عون نهاية الحرب الأهلية اللبنانية. ستهيمن سوريا على الحياة السياسية في البلد للسنوات الخمس عشرة التالية، تحت رعاية اتفاق الطائف.

## الدعم الدولي
للمرة الأولى منذ المعركة الجوية عام 1982، سمح للطائرات التابعة للسلاح الجوي السوري بدخول المجال الجوي اللبناني لضرب القوات العسكرية للعماد عون. واستخدمت سبع طائرات سوفيتية من طراز سوخوي سو-24 في هذه العملية. وقد أعطي الضوء الأخضر الدولي لحافظ الأسد لغزو لبنان، حيث وعد بالمساعدة في حرب الخليج بحوالي 10,000 جنديًا و200 دبابة.